# Bastion Król

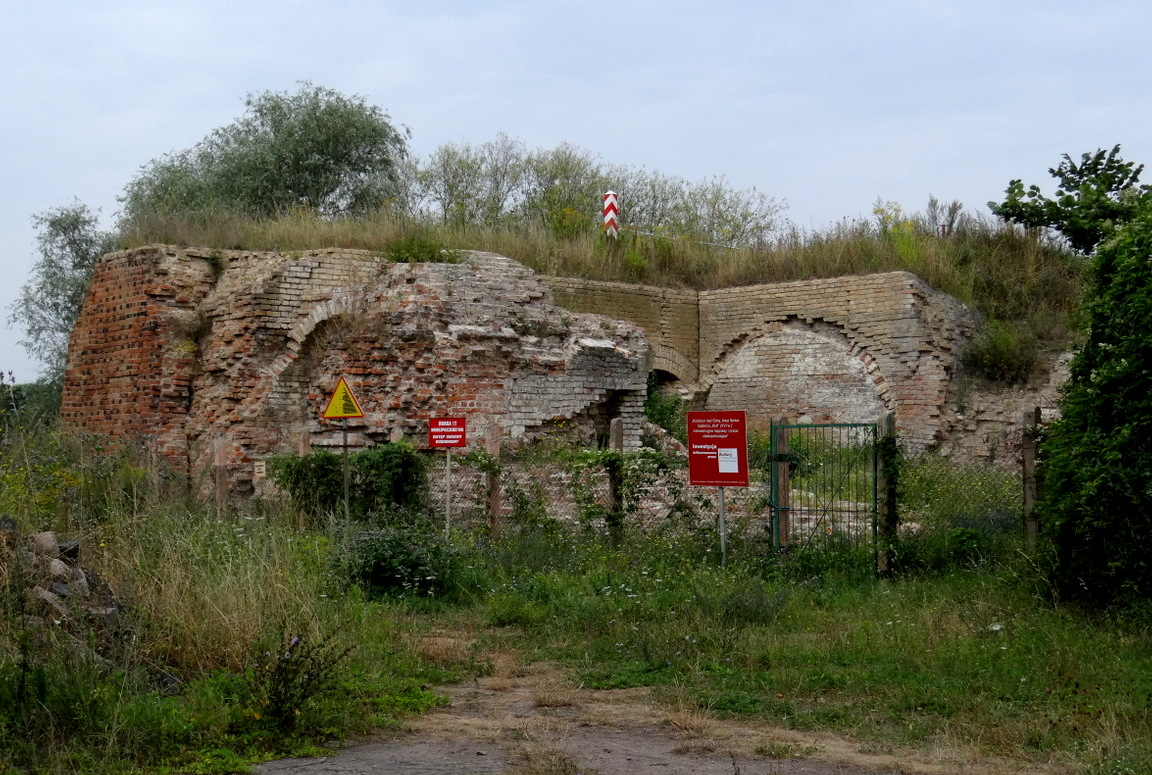
Bastion Król (stan z 2015 roku)

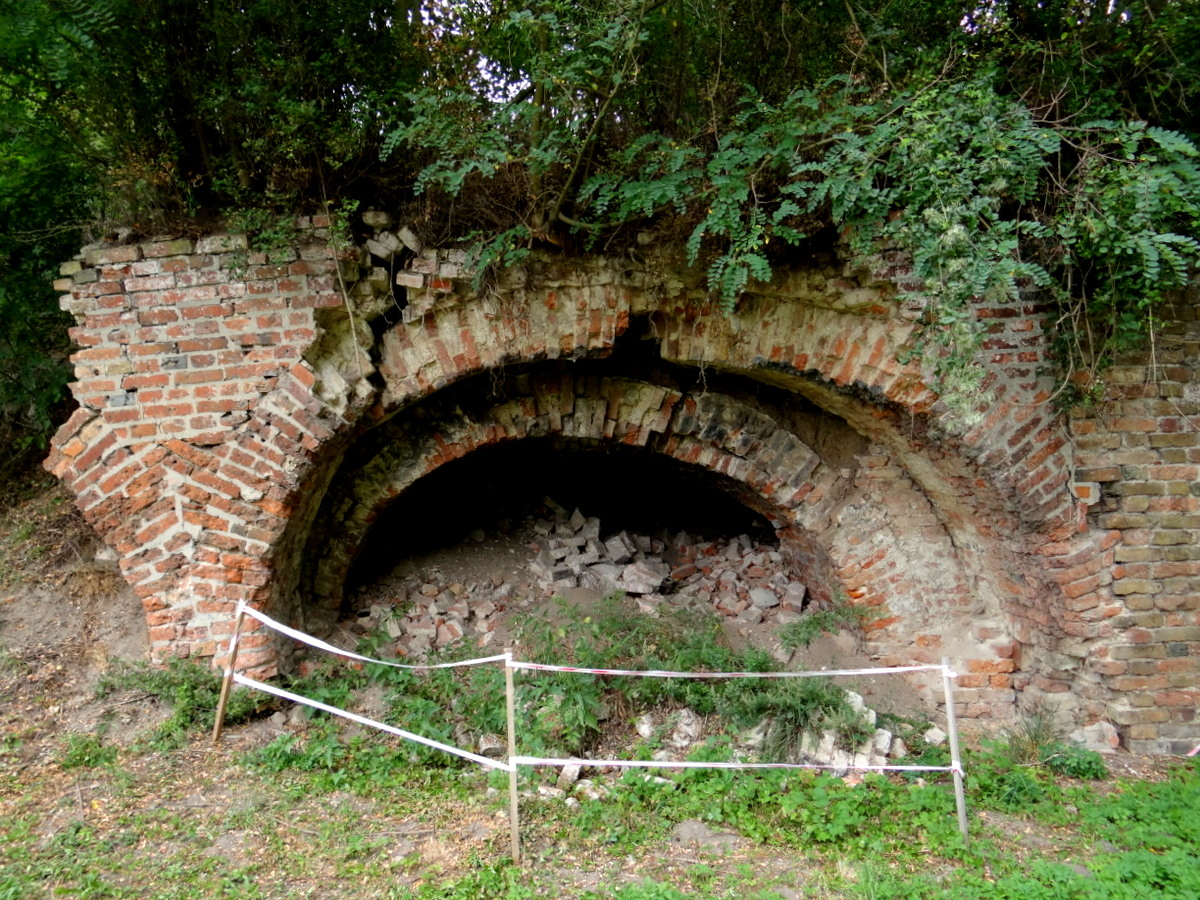
Bastion Król (stan z 2015 roku)

Bastion Król (niem. Bastion König) – jeden z bastionów twierdzy Kostrzyn, usytuowany w jej północno-zachodniej części. Jest najbardziej na zachód wysuniętym elementem twierdzy. Znajduje się na styku rzeki Odry i fosy stanowiącej jej wschodnią odnogę. W bezpośrednim sąsiedztwie bastionu znajduje się most drogowy na Odrze oraz polsko-niemieckie przejście graniczne.
Obiekt jest obecnie niedostępny do zwiedzania.

## Historia
Bastion Król został zbudowany w latach 1568–1571 według projektu Chiaramellego. Rozbudowany w latach 1586–1588 o nadszaniec, przykryty dwoma odrębnymi dachami. W 1662 r. został przebudowany na wzór holenderski (Tieleman Jungblut) – wyrównanie cofniętych barków i rozbudowa kazamat oraz budowa wejścia od strony zamku – w formie portalu.
Po zniszczeniach w 1758 r. przenicowano elewacje murów oraz koronę a także przebudowano nadszaniec, nakrywając go dachem czterospadowym. W trakcie remontu elewacji w latach 1877–1878 powtórnie wymieniono lico i koronę murów.
W 1945 r. na platformie bastionu został założony cmentarz żołnierzy radzieckich poległych w II wojnie światowej podczas walk o Kostrzyn oraz umieszczono pomnik w kształcie betonowej iglicy wraz z armatą, której lufa skierowana była w stronę Berlina. W 2008 r. ze względu na zły stan techniczny pomnik został zdemontowany, a w roku 2009 przystąpiono do ekshumacji szczątków, w czasie której okazało się, że wszystkie groby były puste.

## Opis
Bastion jest założony na planie nieregularnego czworoboku, z szyją od strony północnej, przechodzącą w kurtynę północno-zachodnią. Dłuższe boki są ustawione względem siebie trójkątnie tworząc ostrokątne, mocno wysunięte czoło bastionu. Pośrodku platformy bastionu znajduje się prostokątny nadszaniec z wejściem w elewacji południowo-wschodniej. Bryła bastionu o wysokości 8 m, zwężająca się ku górze.
Wejście na platformę bastionu od strony wschodniej, drogą ziemną wspinającą się łagodnym zboczem.
Wnętrze bastionu tworzą dwa poziomy pomieszczeń: prostokątna sala pod Małym Nadszańcem – na poziomie górnym i rozbudowany system kazamat i korytarzy – na poziomie dolnym. W Małym Nadszańcu umieszczona jest klatka schodowa na dolnym poziomie.
Pomieszczenia dolnego poziomu są rozlokowane pod nadszańcem i północno-wschodnią częścią bastionu – na rzucie litery L, której ramiona składają się z dwóch równoległych ciągów pomieszczeń połączonych korytarzami. Ramię wschodnie od wschodu jest zakończone poprzeczną, prostokątną salą, z otworami na zewnątrz. Do północnej sali ramienia otwiera się pięć prostokątnych, prostopadłych do niej kazamat. Wszystkie wnętrza nakryte są sklepieniami kolebkowymi, zaopatrzone w otwory wentylacyjne zwieńczone w platformie bastionu.